# Berberska ovca
Berberska ovca ili audad (Ammotragus lervia) je vrsta divljih koza iz obitelji šupljorogih goveda (Bovidae). Ova vrsta se smatra ranjivom u pogledu ugroženosti vrste od izumiranja. Areal berberske ovce obuhvaća veći broj mediteranskih i država Sahela. Vrsta je uvedena u Sjedinjene Američke Države i Meksiko. Staništa vrste su šume, planine, brdoviti predjeli, polupustinje i pustinje. Vrsta je po visini rasprostranjena do 4100 metara nadmorske visine. Boje su uglavnom jednolično blijedo crvenosmeđe. Ženke se od mužjaka najčešće razlikuju po slabijoj grivi, dok su im rogovi isto toliko veliki i snažni kao kod mužjaka.

## Prisutnost
Berberska ovca prirodno se nalazi u sljedećim afričkim državama: 
- Alžir, Tunis, Čad, Egipat, Libija, Mali, Mauritanija, Maroko, Niger i Sudan